# Костромская ТЭЦ-2
Костромская ТЭЦ-2 — тепловая электростанция (теплоэлектроцентраль), расположенная в городе Костроме Костромской области России. Входит в состав ПАО «ТГК-2». Введена в эксплуатацию в 1974 году. Установленная мощность станции на конец 2015 года — 170 МВт.

## История
Решение о строительстве Костромской ТЭЦ-2 для обеспечения тепловой и электрической энергией Костромы и производственным паром её промышленных предприятий было принято Советом министров СССР в 1968 году, строительные работы начались в 1971 году. Пуск первого турбоагрегата мощностью 60 МВт состоялся 31 декабря 1974 года.
В 1976 году был введён в эксплуатацию турбоагрегат № 2, к 1978 году завершено строительство котельного отделения ТЭЦ, к 1982 году — водогрейной котельной с двумя котлами ПТВМ-100. Строительство второй очереди (водогрейной котельной с тремя котлами КВГМ-100) продлилось до 1994 года.
С 1987 года электростанция переведена на сжигание природного газа.
В ходе реформы РАО ЕЭС России ТЭЦ-2 вместе с Костромской ТЭЦ-1 вошла в состав Территориальной генерирующей компании № 2.
Не завершён проект расширения Костромской ТЭЦ-2 со строительством парогазовой установки мощностью 210 МВт на базе существующей паровой турбины ПТ-60-130/13 и пристраиваемой газотурбинной установки ГТЭ-160 (160 МВт, производитель — «Силовые машины») с котлом-утилизатором. В июне 2008 года состоялась торжественная церемония, посвященная началу строительства. По проекту в 2012 году был разработан котлован, организована строительная площадка, скомплектовано основное оборудование. Строительство было приостановлено. В 2014 году оборудование было продано на Хуадянь-Тенинскую ТЭЦ.

## Основные показатели
ТЭЦ-2 функционирует синхронно с ЕЭС России в составе Костромской энергосистемы, которая, в свою очередь, входит в состав объединённой энергосистемы (ОЭС) Центра. Установленная электрическая мощность Костромской ТЭЦ-2 на конец 2015 года — 170 МВт (или около 4,5 % от общей мощности электростанций Костромской области), установленная тепловая мощность — 611 Гкал/час (в том числе 311 Гкал/ч с отборов турбин). Выработка электрической энергии в 2015 году составила 795,3 млн кВт⋅ч, полезный отпуск тепловой энергии — 753,3 тыс. Гкал. Располагаемая тепловая мощность — 596 Гкал/ч, присоединённая нагрузка потребителей (по договорам) — 614 Гкал/ч, фактическая — существенно ниже, 390 Гкал/ч.
Станция осуществляет комбинированную выработку тепловой и электрической энергии, поставляет тепловую энергию в систему централизованного теплоснабжения города Костромы. Электрическая энергия и мощность поставляется на оптовый рынок. Отпуск электроэнергии осуществляется через открытое распределительное устройство напряжением 110 кВ.
Костромская ТЭЦ-2 является паросиловой ТЭЦ с поперечными связями, с давлением свежего пара 130 атм. Основное топливо станции — природный газ, резервное — мазут. Водозабор осуществляется с береговой насосной станции на реке Волга.

## Перечень основного оборудования
| Агрегат                              | Тип             | Изготовитель                      | Количество | Ввод в эксплуатацию | Основные характеристики | Основные характеристики | Источники   |
| Агрегат                              | Тип             | Изготовитель                      | Количество | Ввод в эксплуатацию | Параметр                | Значение                | Источники   |
| ------------------------------------ | --------------- | --------------------------------- | ---------- | ------------------- | ----------------------- | ----------------------- | ----------- |
| Оборудование паротурбинных установок |                 |                                   |            |                     |                         |                         |             |
| Паровой котёл                        | БКЗ-210-140     | Барнаульский котельный завод      | 4          | 1974—1948 г.        | Топливо                 | газ, мазут              | [ 5 ]       |
| Паровой котёл                        | БКЗ-210-140     | Барнаульский котельный завод      | 4          | 1974—1948 г.        | Производительность      | 210 т/ч                 | [ 5 ]       |
| Паровой котёл                        | БКЗ-210-140     | Барнаульский котельный завод      | 4          | 1974—1948 г.        | Параметры пара          | 140 кгс/см2, 560 °С     | [ 5 ]       |
| Паровая турбина                      | ПТ-60-130/13    | Ленинградский металлический завод | 1          | 1974 г.             | Установленная мощность  | 60 МВт                  | [ 5 ] [ 6 ] |
| Паровая турбина                      | ПТ-60-130/13    | Ленинградский металлический завод | 1          | 1974 г.             | Тепловая нагрузка       | 136 Гкал/ч              | [ 5 ] [ 6 ] |
| Паровая турбина                      | Т-100/120-130-3 | Уральский турбинный завод         | 1          | 1976 г.             | Установленная мощность  | 110 МВт                 | [ 5 ]       |
| Паровая турбина                      | Т-100/120-130-3 | Уральский турбинный завод         | 1          | 1976 г.             | Тепловая нагрузка       | 175 Гкал/ч              | [ 5 ]       |
| Водогрейное оборудование             |                 |                                   |            |                     |                         |                         |             |
| Водогрейный котёл                    | КВГМ-100        | —                                 | 3          | 1989—1994 г.        | Топливо                 | газ, мазут              | [ 5 ]       |
| Водогрейный котёл                    | КВГМ-100        | —                                 | 3          | 1989—1994 г.        | Тепловая мощность       | 100 Гкал/ч              | [ 5 ]       |